# Sterphus chloropyga
Sterphus chloropyga är en tvåvingeart som först beskrevs av Ignaz Rudolph Schiner 1868.  Sterphus chloropyga ingår i släktet Sterphus och familjen blomflugor.
Artens utbredningsområde är Colombia. Inga underarter finns listade i Catalogue of Life.